# Erasistrato
Erasìstrato di Ceo (in greco antico: ᾿Ερασίστρατος?, Erasístratos; in latino Erasistrătus; Ceo, 305 a.C. – III secolo a.C.) è stato un anatomista greco antico che ha lavorato come medico reale di Seleuco I Nicatore e, insieme a Erofilo, ha fondato una scuola medica di Alessandria d'Egitto.

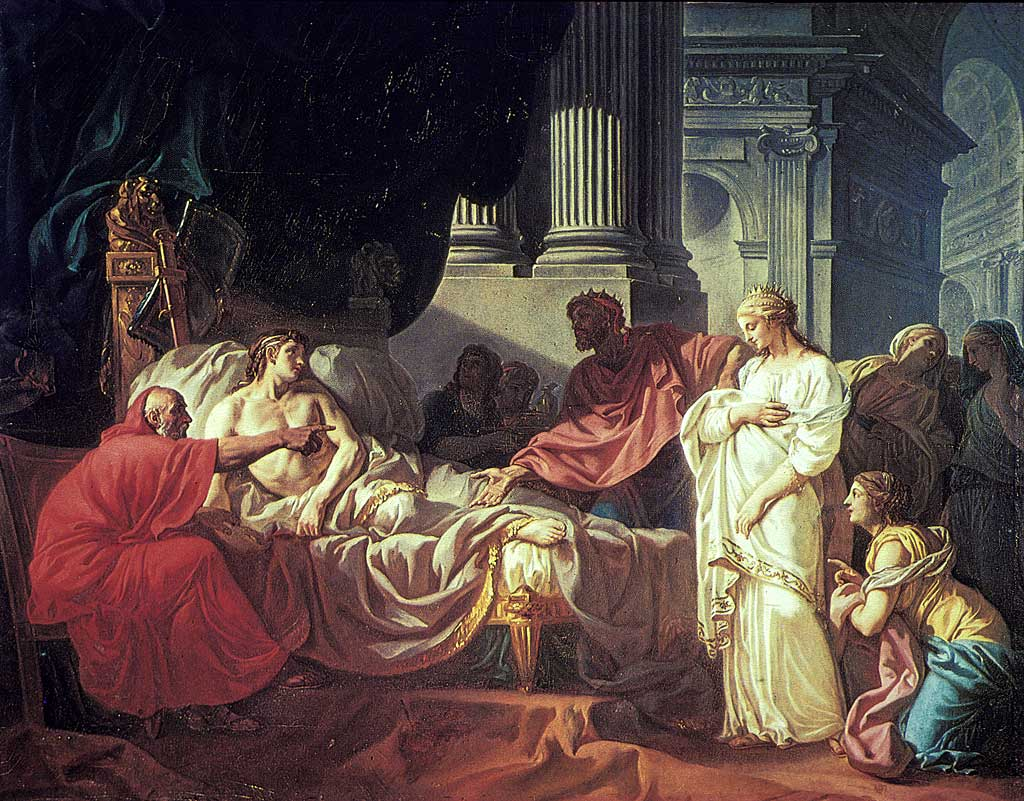
Jacques-Louis David, Antioco e Stratonice (1774). In alto a destra Erasistrato guarisce Antioco.

Era allievo di Crisippo, nella scuola di Cnido. Secondo le fonti curò il figlio di Seleuco I Nicatore, Antioco.
Egli considerava gli atomi come i costituenti essenziali del corpo e riteneva che essi fossero resi vitali dall'aria esterna (lo pneuma) in grado di circolare attraverso le arterie. Erasistrato riteneva che i nervi muovessero uno "spirito nervoso" proveniente dal cervello, organo dal quale egli traccia i nervi motori e i nervi sensori. Egli pensava anche che le arterie muovessero uno "spirito animale" dal cuore servendosi dell'aria fornita dai polmoni. Egli accertò il valore delle circonvoluzioni cerebrali.
Erasistrato è noto per aver curato Antioco, figlio di Seleuco. Egli affermò che Antioco si era innamorato perdutamente di sua matrigna Stratonice e che questa era motivo di un suo abbattimento; di conseguenza il re consentì il loro matrimonio.
Erasistrato, insieme ad Erofilo, ebbe il merito di aver effettuato le prime autopsie e, forse, praticò anche laparotomie. Questo fu concesso grazie a speciali permessi legislativi dei tolomei, molto disponibili a conferire carattere di scientificità alle prime dissezioni anatomiche, altrimenti considerate causa di profanazione religiosa e contaminazione (teoria miasmatica, secondo cui i cadaveri sezionati emanavano miasmi contaminanti).

## Opere
Sulle sue 12 opere menzionate da Galeno e Celio Aureliano, ci sono rimasti solo i nomi:
- Kath'hólon lógoi, Καθ'ὅλον λόγοι, (I verbi come tutto)
- Perí tỗn diairéseōn, Περί τῶν διαιρέσεων, (Sulle divisioni)
- Hygieiná, ‛Υγιεινά, (Salute)
- Perí tỗn katá tḗn koilían pathỗn, Περί τῶν κατά τήν κοιλίαν παθῶν, (Sui piaceri della passione)
- Perí haímatos anagōgễs, Περί αἵματος ἀναγωγῆς, (Sul movimento sanguigno)
- Perí pyretỗn, Περί πυρετῶν, (Sulla febbre)
- Perí podágras, Περί ποδάγρας, (Sulle gotte)
- Perí dynámeōn kaί thanasίmōn, Περί δυνάμεων καί θανασίμων, (Sul potere e la morte)[3]